# Karl Friedrich Giesler
Karl Friedrich Giesler (* im 19. Jahrhundert; † im 19. Jahrhundert) war ein deutscher Landrat.

## Leben
Nach seiner juristischen Ausbildung war Karl Friedrich Giesler von 1821 bis 1825 Landrat im Kreis Kirchhain, der 1821 aus den Ämtern Amöneburg, Kirchhain, Neustadt und Rauschenberg gebildet wurde und zur kurhessischen Provinz Oberhessen gehörte.
Von 1825 bis 1829 war er in gleicher Funktion im Landkreis Schlüchtern tätig. Dieser war 1821 aufgrund einer kurfürstlichen Verordnung aus den Ämtern Schwarzenfels und Steinau an der Straße gebildet worden.
Von 1830 bis 1832 leitete er als Landrat die Kreisverwaltung Melsungen.